# Arnold von Harff
Arnold von Harff (dvorac Harff, Bedburg, 1471. – siječanj 1505.), bio je njemački vitez i putopisac iz 15. stoljeća. Putovao je u mnoge zemlje, prikupljajući jezike i kulturne podatke. Tijekom svojih putovanja u razdoblju od 1496. do 1499. godine pisao je o brojnim jezicima: bretonskom, hrvatskom, turskom, baskijskom, hebrejskom, arapskom, albanskom, mađarskom, sirijskom, amharskom i armenskom jeziku.

## Životopis
Arnold von Harff rođen je u dvorcu Harffu, 1471. godine. Otac mu je bio plemić Adam von Harff. Kada je imao dvadeset i pet godina iz Kölna otputio se na hodočašće u Svetu Zemlju. To njegovo putovanje trajalo je od 7. studenoga 1496. do 10. listopada 1499. godine i o tome sročio je putopis. Taj Putopis bio je prilično popularan među pripadnicima njegove društvene klase u Porajnju i Vestfaliji, iako u rukopisu nastavio je kružiti i u 17. stoljeću. Tiskan je tek 1860. godine, a uredio ga je Eberhard von Groote (Die pilgerfahrt des ritters Arnold von Harff von Cöln durch Italien, Syrien, Aegypten, Arabien, Aethiopien, Nubien, Palästina die Türkei, Frankreich und Spanien, wie er sie in den jahren 1496 bis 1499), koristeći tri rukopisa iz pismohrane obitelji Harff. U tome putopisu Arnold von Harff zabilježio je i popis od 56 hrvatskih riječi protumačenih njemačkima. U Dubrovnik je stigao potkraj veljače 1497. godine i za njega kaže izrijekom kako se nalazi u kraljevstvu Hrvatskoj (»dese stat lijcht in dem koenynckrijch van Croatijen«).
S putovanja vratio se kući 1499. godine. Godine 1504. vjenčao se s Margarethe von dem Bongart.
Umro je 1505. godine.

## Vanjske poveznice
- Alojz Jembrih, Hrvatske riječi u putopisu Arnolda von Harff (1497), Slavistična revija, sv. 38, br. 2, 1990.